# 이산겸
이산겸(李山謙, ?~1594년)은 임진왜란 시기의 의병장이다. 본관은 한산, 이지함의 서자이다. 강개하고 의기가 있어 의병들이 그를 장수로 삼은 것은 반드시 중망(衆望)이 있었다는 평을 들었으며, 허통(許通, 양반의 지위를 얻음)되었다.
1592년(선조 25) 임진왜란이 일어났을 때 의병장 조헌(趙憲)의 부하로 들어갔다. 조헌이 사망한 뒤 휘하의 병사들을 모아 평택(平澤)과 진위(振威) 사이에서 주둔하였고, 이후 건의대장(建義大將) 심수경(沈守慶)의 통제를 받았다. 그 후 부대를 해산한 뒤 김덕령(金德齡)의 휘하로 들어갔다.
이후 1594년(선조 27) 비변사(備邊司)의 보고를 받은 왕의 명령으로 체포되었다. 송유진의 난의 주동자들이 친국(親鞫)을 받으며 이산겸을 지목하여 민란을 주도한 인물이라고 말하였기 때문이다. 국문(鞠問) 과정에서 그의 지인들 모두가 역모한 사실이 없었다고 진술하였으나, 계속하여 고문을 당하였다. 반역한 사실을 인정하지 않았으며, 결국 몸이 심하게 망가진 뒤에야 하옥(下獄)되어 죽었다.

### 활동 사항
이산겸은 보령에서 세거한 한산 이씨 가문 출신으로 토정 이지함의 서자로 태어났다. 이산겸의 생애는 임진왜란 이후부터 확인된다. 임진왜란이 일어나자 충청도 지역에서 의병을 일으켜서 의병장 조헌(趙憲)[1544~1592]의 막하에 들어가 별장(別將)이 되었다. 조헌이 의병을 이끌고 전라도 금산으로 향할 때에 왜군의 세력이 만만치 않다고 생각한 이산겸은 조헌을 만류하였다. 그러나 뜻을 굽히지 않은 조헌이 금산에서 전투를 벌였다가 패하였다. 이산겸은 흩어진 의병들을 수습하였고 조선을 돕기 위해 명군이 들어왔을 때에도 적의 지형과 정세를 정찰하여 명군에게 큰 도움을 주었다. 1593년에는 영남으로 내려가라는 조정의 명령에 따라 의병 25명을 거느리고 경상도로 내려가서 싸웠다. 그 후 다시 의병을 해산하고 고향으로 돌아왔다가 충청감사의 공문에 의하여 공주 마곡사에서 다시 결진하였으며, 11월에 해산할 때에는 군량과 군기를 감사에게 바쳤다. 도원수가 다시 의병을 모으라고 명하자 정예병 50명을 모아 전라도 의병장 김덕령(金德齡)[1567~1596]과 합세하였다. 
이 무렵 충청도 홍산의 송유진(宋儒眞)[?~1594]이 반역을 꾀하였는데, 송유진을 심문하는 과정에서 어떤 이가 의병장 이산겸이 함께 반역하였다고 거짓 고변을 하였다. 이에 이산겸은 선조(宣祖)[재위: 1567~1608]의 친국을 받게 되었는데, 이때 이산겸을 시기하는 사람들이 말하기를 “이산겸이 의병을 장악하고 해체하지 않은 그 상황이 의심스럽다”며 이산겸의 유죄를 주장하였다. 이산겸은 자신의 결백을 주장하였으나 결국 형장에서 죽임을 당하였다. 당시 역적과 대질할 때에도 역적의 말이 분명치 않았는데, 이산겸이 끝내 억울하게 죽자 대부분의 사람들이 원통하게 여겼다는 사실이 『선조수정실록(宣祖修正實錄)』에 기록되어 있다. 
1724년(영조 즉위년)에는 서얼(庶孽) 진사(進士) 정진교(鄭震僑) 등 260명의 연명 상소가 올려졌는데, 상소 가운데에 서얼 중 걸출한 인물이었던 이산겸 등이 원통함을 품은 채 세상을 떠났다는 문구가 있다. 이 상소 이후 150년이 지난 1874년(고종 11)에도 서자에게 벼슬길을 열어줄 것을 청하는 상소에 이산겸의 공적을 들고 있으니, 조선 후기 서얼 출신 중 뛰어난 인물의 표상으로 여겨졌음을 알 수 있다. 
이산겸은 의병 활동을 하다가 역모에 연루되어 억울하게 사형을 당하였다. 서자 신분에 역적으로 죽었으므로 한산 이씨 문중에서도 기록을 남기지 않았다. 그러나 이산겸은 임진왜란 때 분연히 일어나 충청 지역을 지켰던 지역의 뛰어난 의병장이었다.